# Гіперсомнія
Гіперсомнія (також патологічна сонливість) — патологічний стан організму, при якому у пацієнта відзначається підвищена сонливість. Може розвиватися як ускладнення клінічного перебігу багатьох хвороб, найчастіше, захворювань нервової системи.   Досить рідко діагностується, переважно через малий шанс виявлення на ранній стадії. Як правило, гіперсомнія — це виснажливий хронічний стан, який триває ціле життя. Рівень громадської поінформованості про гіперсомнію досить низький, що часто призводить до непорозумінь між тими, хто на неї страждає, та іншими людьми. На цей час ліків проти цієї хвороби немає, проте є кілька незатверджених офіційно . Фінансування наукових досліджень для дослідження хвороби також не вистачає.

## Прояви
- тривалість нічного сну більше 10 годин;
- м'язова слабкість, яка настає після сну; людина не в силах поворухнутися перші кілька хвилин після того, як прокинулась;
- галюцинації — виникають тільки при нарколептичній гіперсомнії;
- раптове засинання, нерідко в непризначених для цього місцях;
- хронічна втома і слабкість;
- напади головного болю;
- зниження серцевого ритму;
- зниження кров'яного тиску;
- запаморочення різної інтенсивності;
- судоми;
- зниження зорових функцій;
- сонливість в денний час доби;
- зниження працездатності;
- загальмованість і уповільнена реакція;
- відчуття того, що людина не до кінця прокинулась.  [Архівовано 24 березня 2018 у Wayback Machine.]

## Причини виникнення
Факторами виникнення цього захворювання можуть стати як внутрішні обставини, так і зовнішні причини. Таким чином, основними причинами розвитку гіперсомнії є:
- тривале і регулярне недосипання;
- фізична перевтома, психічні перевантаження;
- емоційні потрясіння і стресові ситуації;
- наркотики та сильнодіючі лікарські препарати (нейролептики, антигістамінні препарати, цукрознижувальні засоби, транквілізатори);
- травми черепа (струси, удари);
- пухлини, кісти мозку, внутрішньомозкові гематоми;
- перенесені інфекційні хвороби (менінгіт, енцефаліт, сифіліс мозку);
- апное і супутня йому гіпоксія тканин мозку;
- психічні розлади;
- ендокринні порушення.

Деякі види гіперсомнії мають невідоме походження.

## Види захворювання
Існує декілька видів даного розладу:
1. Ідіопатична гіперсомнія (психофізіологічна) — розвивається у здорових людей, що живуть в постійних стресових ситуаціях, при хронічному недосипанні вночі.
2. Патологічна гіперсомнія — розвивається внаслідок нервових розладів, при феноменах сну у пацієнта.
3. Нарколепсія — притаманний розвиток випадків сновидінь в денний час; сон хворого неспокійний і після нього залишається почуття невиспанності;
4. Посттравматична гіперсомнія — розвивається після перенесених травм.
5. Лікарська гіперсомнія — виникає внаслідок вживання лікарських засобів, які викликають сонливість.
6. Ятрогенна гіперсомнія — може виникати після застосування певних медикаментів (бета-блокаторів, антидепресантів, нейролептиків і т. ін.).
7. Психопатична гіперсомнія — спостерігається у пацієнтів мають неврологічні порушення.
8. Синдром Клейне-Левіна — при даному синдромі мають місце епізодичні періоди сонливого стану зі зростанням почуття голоду у пацієнта.

## Діагностика
Людині, яка не має відношення до медицини, досить складно визначити гіперсомнію, незважаючи на деякі специфічні симптоми. Нерідко вона помилково приймає її за хронічну втому. Тому в медицині існує ряд тестів, спрямованих на діагностику цього порушення сну. До діагностичних заходів відносять:
- полісомнографію — завдяки чому вдається виміряти час засипання і тривалість фаз сну. Якщо у хворого дійсно гіперсомнія, цей тест покаже короткий період засинання, часті пробудження в нічний час, передчасне настання фази швидкого сну. При ідіопатичному і нарколептичному типі захворювання фази сну будуть в межах норми, а часті пробудження — відсутні;
- оцінку психічного стану здоров'я;
- неврологічне обстеження пацієнта;
- МРТ, КТ та ЕХО-ЕГ — для вивчення структури будови і функціонування головного мозку, а також для визначення наявності злоякісних новоутворень; проведення лабораторного вивчення спинномозкової рідини;
- додаткові консультації таких фахівців, як офтальмолог, терапевт, ендокринолог, гастроентеролог, нефролог, які проведуть диференційну діагностику.

## Лікування
У більшості випадків вдається вилікувати гіперсомнію і головне захворювання, на тлі якого вона виникла. У випадках, коли повністю ліквідувати захворювання неможливо, підбирається найефективніша тактика лікування (для кожного пацієнта індивідуально). У лікуванні гіперсомнії важливу роль відіграє режим сну, для цього пацієнтові необхідно:
- відмовитися від роботи у вечірній час доби і вночі;
- лягати і прокидатися бажано в один і той же час кожен день; тривалість нічного сну повинна складати 8-9 годин;
- переривати будь-яку діяльність для дводенних снів; тривалість одного такого сну не повинна перевищувати однієї години;
- утриматися від розпивання спиртних напоїв і прийому жирних страв за дві години до сну;
- для усунення денної сонливості приймати стимулюючі лікарські речовини, але тільки після призначення лікаря.

## Профілактика захворювання
Для того щоб у людини ніколи не виникло такого порушення сну, як гіперсомнія, потрібно дотримуватися деяких правил:
- обмежиться від стресових ситуацій;
- дотримуватися принципів раціонального режиму сну;
- вести здоровий спосіб життя;
- відмовитися від надмірних фізичних навантажень;
- своєчасно лікувати захворювання, які можуть викликати цю недугу;
- не приймати ніяких медикаментів без призначення лікаря;
- при перших порушеннях сну, його тривалої відсутності, або ж навпаки, якщо тривалість досягає 14 годин, необхідно негайно звернутися за консультацією до фахівця;
- передчасно, на підсвідомому рівні, підготуватися до зміни місця проживання або способу життя;
- при цукровому діабеті і розладах психіки регулярно спостерігатися в клініці; проходити профілактичний огляд не рідше двох разів на рік.